# Manuel de Moraes Barros
Manoel de Moraes Barros, mais conhecido como Moraes Barros (Itu, 1 de maio de 1836 — Rio de Janeiro, 20 de dezembro de 1902) foi um advogado, empresário e político brasileiro. Irmão do Presidente  Prudente de Moraes de quem também foi cunhado, porquanto casaram-se os dois, no mesmo dia, com irmãs gêmeas. Sua influência foi decisiva para a criação do Partido Republicano de Piracicaba, tendo comparecido como delegado do partido à famosa Convenção de Itu (1873). Em 1881, o senador hospedou em sua residência a educadora norte-americana miss Martha Watts e a companheira desta, mrs. Kroger, vindas a Piracicaba com o propósito da fundação de uma escola, o Colégio Piracicabano. Foi constituinte na Constituição de 1891, a primeira no sistema republicano de governo. 

## Biografia
Foi senador pelo Estado de São Paulo de 1895 a 1902, além de deputado provincial.
Exerceu os cargos de promotor, juiz municipal e delegado de polícia em Piracicaba.